# Fendels
Fendels is een gemeente in het district Landeck in de Oostenrijkse deelstaat Tirol.
Het bergdorp Fendels ligt circa 500 meter boven het Oberinntal. Het dorp werd in 1327 gesticht als Hanze-enclave. De Retoromaanse dorpskern met dicht op elkaar gebouwde huizen is redelijk aangetast door twee grote branden in 1939 en 1972. Het dorp werd in 1959 via een weg met veel haarspeldbochten ontsloten naar Prutz. De bouw van een skilift vanuit Ried begin jaren negentig heeft gezorgd voor de ontwikkeling van dagtoerisme.
Tot de gemeente Fendels behoort naast het gelijknamige dorp ook de kern Zingge.

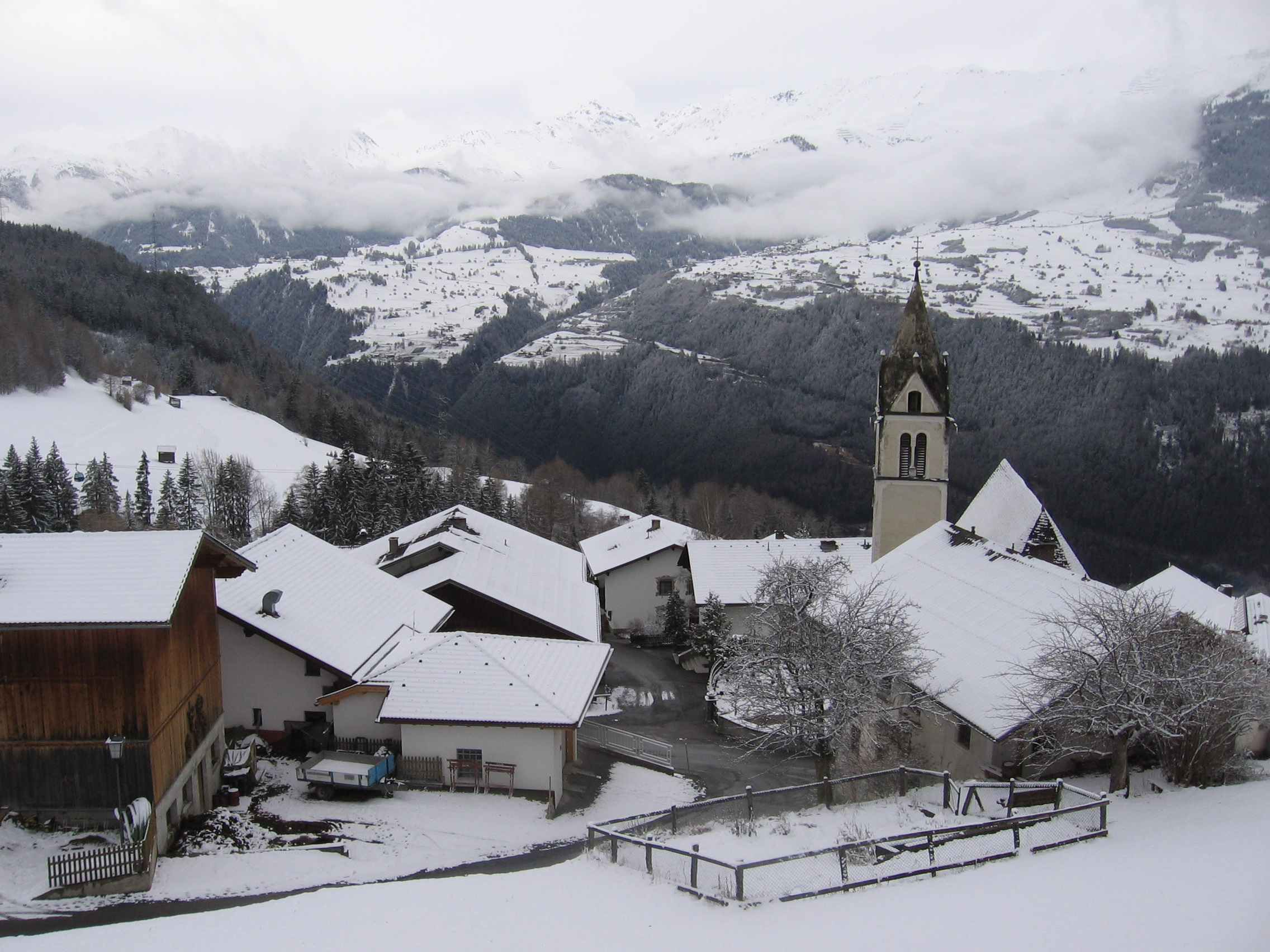
Fendels in de winter

Faggen · Fendels · Fiss · Fließ · Flirsch · Galtür · Grins · Ischgl · Kappl · Kaunerberg · Kaunertal · Kauns · Ladis · Landeck · Nauders · Pettneu am Arlberg · Pfunds · Pians · Prutz · Ried im Oberinntal · Sankt Anton am Arlberg · Schönwies · See · Serfaus · Spiss · Stanz bei Landeck · Strengen · Tobadill · Tösens  · Zams
- Gemeinsame Normdatei: 4236678-1
- Virtual International Authority File: 142287880